# Vághegy
Vághegy (németül: Hackerberg, horvátul: Stinjački Vrh) község Ausztriában Burgenland tartományban a Németújvári járásban,

## Fekvése
Németújvártól 28 km-re északnyugatra a Lapincs bal partján, a régi magyar határ mellett fekszik.

## Története
Vághegy a Németújvári járás legfiatalabb települése. 1870 előtt területe Pásztorháza, Vörthegy és Neudóhegy községek között oszlott meg. Nevét Maxentius Eigel iskolaigazgató adta, mivel területét a Batthyány- és Kottulinsky uradalom területéből hasították ki. A német hacken ide ugyanis vágást is jelent. Egy másik verzió szerint nevét a Lapincson működött malomról kapta, ahol kaszákat és sarlókat készítettek. Végül többen úgy tudják, hogy az itt megtelepedett Hacker családról kapta a nevét éppúgy mint ahogy a Tscharberg nevű településrész a Tschar családról. Ennek ellentmondani látszik, hogy ilyen nevű család ma nem ismert a településen.
A község tulajdonképpen két nagyobb részből áll. A délnyugati részt ma is Stinatzerbergnek hívják, mivel az a szomszédos Pásztorházáról népesült be. Ennek a területnek a déli része Tischlerberg néven is ismert. Itt korábban kiterjedt szőlőültetvények voltak négy-öt lakóházzal és pincével, melyek Pásztorházához tartoztak. Később több pásztorházi lakos építkezett ide amint azt horvát hangzású neveik is igazolják.
A másik, északnyugati településrész a tulajdonképpeni Vághegy, ahonnan a község a nevét kapta. Lakói főként Neudóhegyről és Vörthegyről jöttek, így az itteni családi nevek mind német hangzásúak.
Vas vármegye monográfiája szerint: „Vághegy, stájer határszéli község, 60 házzal és 406 r. kath. és ág. ev. vallású, német- és horvátajkú lakossal. Postája Stinácz, távirója Szent-Elek. Birtokos herczeg Batthyány Fülöp.”
1910-ben 488 lakosa volt, ebből 271 német, 214 horvát, 2 magyar, 1 egyéb nemzetiségű. A trianoni békeszerződésig Vas vármegye Németújvári járásához tartozott. 1921-ben Ausztria Burgenland tartományának része lett. A szomszédos Neudóheggyel közös zenekarát 1925-ben Josef Wolf alapította. A falu már a második világháború előtt elhatározta egy templom felépítését, ezt azonban az Anschluss megakadályozta. Végül 1968-ban sikerült biztosítani a községnek területet egy kápolna felépítésére, melyet 1971. szeptember 4-én szenteltek fel a Szent Kereszt tiszteletére.
1971-ben Vághegyet a szomszédos Barátfalvával és Vörtheggyel egyesítették. 1991. január 1-jétől a helyi képviselőtestület határozata alapján újra önálló község lett.
2001-ben 384 lakosa volt, ebből 306 német, 58 horvát, 4 magyar és 16 egyéb nemzetiségű.

## Nevezetességei
- A Szent Kereszt Felmagasztalása tiszteletére szentelt római katolikus kápolnája 1971-ben épült fel.
- A településnek a szomszédos Neudóheggyel közös zenekara működik.

## Külső hivatkozások
- Hivatalos oldal
- Vághegy a dél-burgenlandi települések honlapján
- Vághegy az Osztrák Statisztikai Hivatal honlapján
- A Hackerberg-Neudauberg zenei együttes honlapja
- Geomix.at Archiválva 2011. február 14-i dátummal a Wayback Machine-ben